# Pirata africana
Pirata africana är en spindelart som först beskrevs av Roewer 1960.  Pirata africana ingår i släktet Pirata och familjen vargspindlar.
Artens utbredningsområde är Namibia. Inga underarter finns listade i Catalogue of Life.